# Водосбор прекрасный
Водосбо́р прекра́сный (лат. Aquilegia formosa) — многолетнее растение, вид рода Водосбор семейства Лютиковые.

## Распространение
Ареал вида охватывает запад Северной Америки, главным образом, Аляску, Нижнюю Калифорнию, Монтану и Вайоминг. Водосбор прекрасный растёт в дубравах, чаппаралях, смешанных лесах.

## Биологическое описание
Стебель водосбора прекрасного достигает 20—80 см в высоту (в среднем — 60 см).
Цветение проходит с апреля по август. Цветки составляют примерно 5 см в диаметре. Чашелистики красные или оранжевые, лепестки жёлтые. Основные агенты опыления — бражники, также колибри. Некоторые индейцы использовали цветки Aquilegia formosa для изготовления духов.
Цветки вида съедобны, но семена ядовиты. Многие части растения содержат цианогенные гликозиды.